# Thalaina allochroa
Thalaina allochroa là một loài bướm đêm trong họ Geometridae.